# 기라반츠 기타큐슈
기라반츠 기타큐슈(일본어: ギラヴァンツ北九州 기라반쓰 기타큐슈[*], Giravanz Kitakyushu)는 일본 후쿠오카현 기타큐슈시를 연고로 하는 J리그 축구팀이다. 팀명은 이탈리아어로 '해바라기'를 뜻하는 Girasole와 '전진하다'를 뜻하는 Avanzare의 합성어로 기타큐슈 시의 시화를 상징한다.

## 개요
1947년에 창설된 미츠비시 화성 쿠로 사키축구부가 전신이다. 2010년에 큐슈지역에서는 로아소 구마모토에 이어서 5번째, 후쿠오카현에서는 아비스파 후쿠오카에 이어서 2번째로 J리그 가맹클럽이 되었다. 홈 경기장은 기타큐슈시립 혼조육상경기장, 연습장은 신모지구기장, 혼조육상경기장에 옆에 위치하고 있는 혼조 운동장이다.

## 역사
2001년 4월 기타큐슈시와 지역 기업 등과의 공동으로 J리그 가입을 목표로 하는 '기타큐슈 풋볼 클럽'을 설립하여 2001년부터 미츠비시화학 쿠로사키 축구부의 운영을 인수하여 시민주도의 클럽 '뉴웨이브 기타큐슈'로서 재출발을 했다.2007년 큐슈 리그에서 우승, 전국 지역 축구 리그 결승 대회에서는 준우승을 하며, 2008년 일본 풋볼 리그(JFL)로 승격하였다. 
같은 해에 J리그로부터 준가맹승인을 받아 운영법인을 주식회사로 변경했다. 2009년 JFL에서 4위를 성적을 거두고 2010년부터는 J리그 가맹을 승인받았다.

## 성적
순위옆 ()는 소속팀수.
| 년도 | 소속 | 순위       | 승점 | 시합 | 승 | 무 | 패 | 득점 | 실점 | 득실차 | 일왕배     | 감독              |
| ---- | ---- | ---------- | ---- | ---- | -- | -- | -- | ---- | ---- | ------ | ---------- | ----------------- |
| 2010 | J2   | 19위（19） | 15   | 36   | 1  | 12 | 23 | 20   | 65   | -45    | 3회전 탈락 | 요나시로 조지     |
| 2011 | J2   | 8위（20）  | 58   | 38   | 16 | 10 | 12 | 45   | 46   | -1     | 3회전 탈락 | 미우라 야스토시   |
| 2012 | J2   | 9위（22）  | 64   | 42   | 19 | 7  | 16 | 53   | 47   | +6     | 2회전 탈락 | 미우라 야스토시   |
| 2013 | J2   | 16위（22） | 49   | 42   | 13 | 10 | 19 | 50   | 60   | -10    | 3회전 탈락 | 하시라타니 코이치 |
| 2014 | J2   | 위（22）   |      | 42   |    |    |    |      |      |        | 8강        | 하시라타니 코이치 |

## 경기장
홈경기장은 야하타니시구에 위치한 기타큐슈시립혼조육상경기장, 연습장은 신모지구기장,혼조운동장이다.
2009년2월까지 클럽을운영하고있던 특정비영리활동법인 기타큐슈풋볼클럽(기타큐슈FC)이 신모지경기장을 포함한
기타큐슈시립신모지체육시설전체의 지정관리자로 되어있어서 우선적으로 사용이 가능하다.

### 새로운 경기장
2010년, 기라반츠의 J리그 가맹과 함께 기타큐슈시는 혼조육상경기장을 J리그 디비전 2 개최 기준을 충족시키기 위해 개조공사를 하여 수용인원을 10,202명이 되도록하였다. 그러나 J리그 1부 리그의 개최기준인 수용인원 15,000명은 충족시키지는 못했다. 2013년 6월 25일, 기타큐슈 시는 고쿠라역북쪽에 위치한 곳에 15,000명을 수용할 수 있는 축구 전용구장의 건설을 발표했다. 2013년 10월 8일 시의회는 9월 정례회 최종 본회의에서 경기장 관련 건설비용 80억 6500만 엔과 완성 후 유지관리, 운영비 15억 엔 합계 95억 6500만 엔에 대해 지출을 약속하는 채무부담행위로서 계상하여 2013년도 일반회계보정예산안을 가결, 2016년에 완성, 2017년부터는 사용할 수 있도록 정식인가를 얻었다. 2014년 8월에는 새로운 경기장의 명칭이 '기타큐슈 스타디움'으로 결정되었다.

## 선수 명단

### 현역
참고: FIFA 자격 규정에 따라 소속된 국가대표팀 국기를 표시합니다. 선수는 복수의 FIFA 비회원국 국적을 가지고 있을 수 있습니다.
| 번호 | 포지션 | 국적 | 이름 |
| ---- | ------ | ---- | ---- |

| 번호 | 포지션 | 국적 | 이름   |
| ---- | ------ | ---- | ------ |
| 29   | FW     |      | 고승진 |

## 역대 감독
| 감독            | 임기        |
| --------------- | ----------- |
| 센비키 요시노리 | 2005 ~ 2006 |
| 요나시로 조지   | 2007 ~ 2010 |
| 미우라 야스토시 | 2011 ~ 2012 |
| 고바야시 신지   | 2019 ~ 2021 |
| 다사카 가즈아키 | 2023 ~      |